# Zenith Z-6
Dimensions
Le Zenith Z-6 est un biplan monomoteur américain des années 1920, pouvant accueillir cinq ou six passagers. Il a effectué son premier vol en 1927 et neuf exemplaires ont été construits, dont un a été restauré pour le vol.

## Design

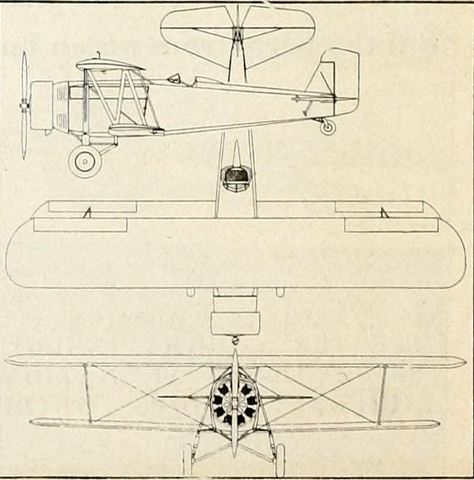

## Historique opérationnel
Le Z-6 original a effectué son premier vol en 1927, suivi du Z-6-A en 1928 et du Z-6-B en 1929. Bien que l'historique de la plupart des neuf exemplaires construits soit méconnu, un Z-6-A a été utilisé par Bennett Air Lines dans la région de Idaho. Il a été équipé d'une trémie en fibre de verre pour l'épandage puis restauré, et est actuellement le seul Z-6 encore en vol. Ce dernier fait partie de la collection du Musée de restauration d'avions historiques situé à Maryland Heights. Un autre Z-6-A a été équipé d'un superchargeur 450 hp (340 kW) Pratt & Whitney Wasp SC.

## Variantes
Données de Aerofiles:Zenith
| Modèle | Puissance       | Moteur                  | Envergure            |
| ------ | --------------- | ----------------------- | -------------------- |
| Z-6    | 220 hp (160 kW) | Wright J-5              | 38 ft 5 in (11,71 m) |
| Z-6-A  | 420 hp (310 kW) | Pratt & Whitney Wasp SC | 47 ft 6 in (14,48 m) |
| Z-6-B  | 420 hp (310 kW) | Pratt & Whitney Wasp SC | 41 ft 6 in (12,65 m) |

## Spécifications techniques
Catégorie : Caractéristiques générales
- Équipage : 1 (pilote)
- Capacité : 6 passagers
- Longueur : 9,4 m (30 ft 10 in)
- Envergure de l'aile supérieure : 12,65 m (41 ft 6 in)
- Envergure de l'aile inférieure : 9,75 m (32 ft)
- Surface alaire : 40 m² (430 sq ft) incluant les ailerons
- Poids à vide : 870 lb (395 kg)
- Poids brut : 2161 lb (980 kg)
- Capacité de carburant : 371 litres

Catégorie : Motorisation
- Moteur : Pratt & Whitney Wasp C, radial 9 cylindres
- Puissance : 420 ch (313 kW)
- Hélice : Hamilton Standard à 2 pales

Catégorie : Performances
- Vitesse maximale : 241 km/h (150 mph)
- Vitesse de croisière : 201 km/h (125 mph)
- Vitesse de décrochage : 93 km/h (58 mph)
- Plafond pratique : 5820 ft (1774 m)
- Taux de montée initial : 344 ft/min (1,75 m/s)
- Endurance : 5 heures

Catégorie : Train d'atterrissage
- Type : Fixe en tubes d'acier, de type essieu divisé
- Systèmes d’amortissement : Jambes de force oléo Bendix ou pneus ballon Goodyear Airwheels

Catégorie : Autres caractéristiques
- Type d'avion : Biplan monomoteur de ligne
- Structure : Fuselage et queue en tubes d'acier recouverts de tissu
- Construction des ailes : Longerons en sapin, revêtement en tissu, dièdre sur l’aile inférieure
- Configuration des ailerons : Ailerons interconnectés sur les ailes supérieures et inférieures